# Remisja (album)
Remisja – dziesiąty album studyjny polskiego zespołu hip-hopowego Slums Attack, wydany pod szyldem „Peja/Slums Attack” nagrany bez udziału DJ-a Decksa, którego zastąpił gdański raper i producent muzyczny Bartłomiej „Brahu” Wawrzyniak. Wydawnictwo ukazało się 7 kwietnia 2017 roku nakładem wydawnictwa RPS Enterteyment w dystrybucji My Music. Gościnnie udzielili się: DJ Danek, Brahu, Gandzior, Kaen, Kroolik Underwood, DVJ Rink oraz gitarzysta zespołu Lady Pank Jan Borysewicz.
Nagrania dotarły do 1. miejsca zestawienia OLiS i uzyskały status złotej płyty.

## Lista utworów
Opracowano na podstawie materiału źródłowego.
1. „Intro”
2. „Boo-Ya (jak Tribe)” (gośc. DJ Danek)
3. „Negatywny feedback” (gośc. Brahu)
4. „Dekalog Rycha”
5. „Tylko dla orłów”
6. „Nadal”
7. „W pogoni za marzeniami” (gośc. Gandzior)
8. „Remisja”
9. „1976” (gośc. Jan Borysewicz)
10. „Jestem ikoną”
11. „Taki chłopak jak ja”
12. „Odlot” (gośc. KaeN, Kroolik Underwood)
13. „Demony wojny (wg NOJI)” (gośc. DVJ Rink)
14. „Bragga 2017”
15. „Świat, ludzie, pieniądze” (gośc. DJ Danek)
16. „HIPHOPEJA” (gośc. DVJ Rink)